# Rumen Pavlov
Rumen Stefanov Pavlov –en búlgaro, Румен Стефанов Павлов– (Sliven, 21 de marzo de 1964) es un deportista búlgaro que compitió en lucha libre.
Participó en los Juegos Olímpicos de Barcelona 1992, ocupando el quinto lugar en la categoría de 57 kg. Ganó dos medallas en el Campeonato Mundial de Lucha, plata en 1990 y bronce en 1989, y dos medallas en el Campeonato Europeo de Lucha, oro en 1990 y bronce en 1992.

## Palmarés internacional
| Campeonato Mundial | Campeonato Mundial | Campeonato Mundial | Campeonato Mundial |
| Año                | Lugar              | Medalla            | Categoría          |
| ------------------ | ------------------ | ------------------ | ------------------ |
| 1989               | Martigny (Suiza)   | Medalla de bronce  | 57 kg              |
| 1990               | Tokio (Japón)      | Medalla de plata   | 57 kg              |
| Campeonato Europeo |                    |                    |                    |
| Año                | Lugar              | Medalla            | Categoría          |
| 1990               | Poznań (Polonia)   | Medalla de oro     | 57 kg              |
| 1992               | Kaposvár (Hungría) | Medalla de bronce  | 52 kg              |